# Schweriner KC
Schweriner KC (voluit Schweriner-Korfball-Club e. V. '67) is een Duitse korfbalvereniging uit Schwerin

## Geschiedenis
De club is opgericht in 1967.

## Erelijst
- Duits kampioen zaalkorfbal, 2x (2012, 2014)
- IKF Champions League Satellite kampioen, 1x (2024)

## Europees
Schweriner KC deed 5 keer mee aan de Europacup. Het beste resultaat was een derde plaats in 1979.
Schweriner KC deed 5 keer mee aan de IKF Europa Shield. Het beste resultaat was een tweede plaats in 2011, 2012 en 2017.